# Macroclinium chasei
Macroclinium chasei är en orkidéart som beskrevs av Dodson och David Edward Bennett. Macroclinium chasei ingår i släktet Macroclinium och familjen orkidéer. Inga underarter finns listade i Catalogue of Life.